# Partido judicial de Carballo
El Partido judicial de Carballo es uno de los 45 partidos judiciales en los que se divide la Comunidad Autónoma de Galicia, siendo el partido judicial n.º 6 de la provincia de La Coruña y uno de  los 14 partidos judiciales de dicha provincia.
Comprende las localidades de Cabana de Bergantiños, Carballo, Coristanco, A Laracha, Lage, Malpica de Bergantiños y Puenteceso.
La cabeza de partido y por tanto sede de las instituciones judiciales es Carballo. La dirección del partido se sitúa en la Plaza del mercado de la localidad. Carballo
 cuenta con tres Juzgados de Primera Instancia e Instrucción.